# Strzeleckie Stawy

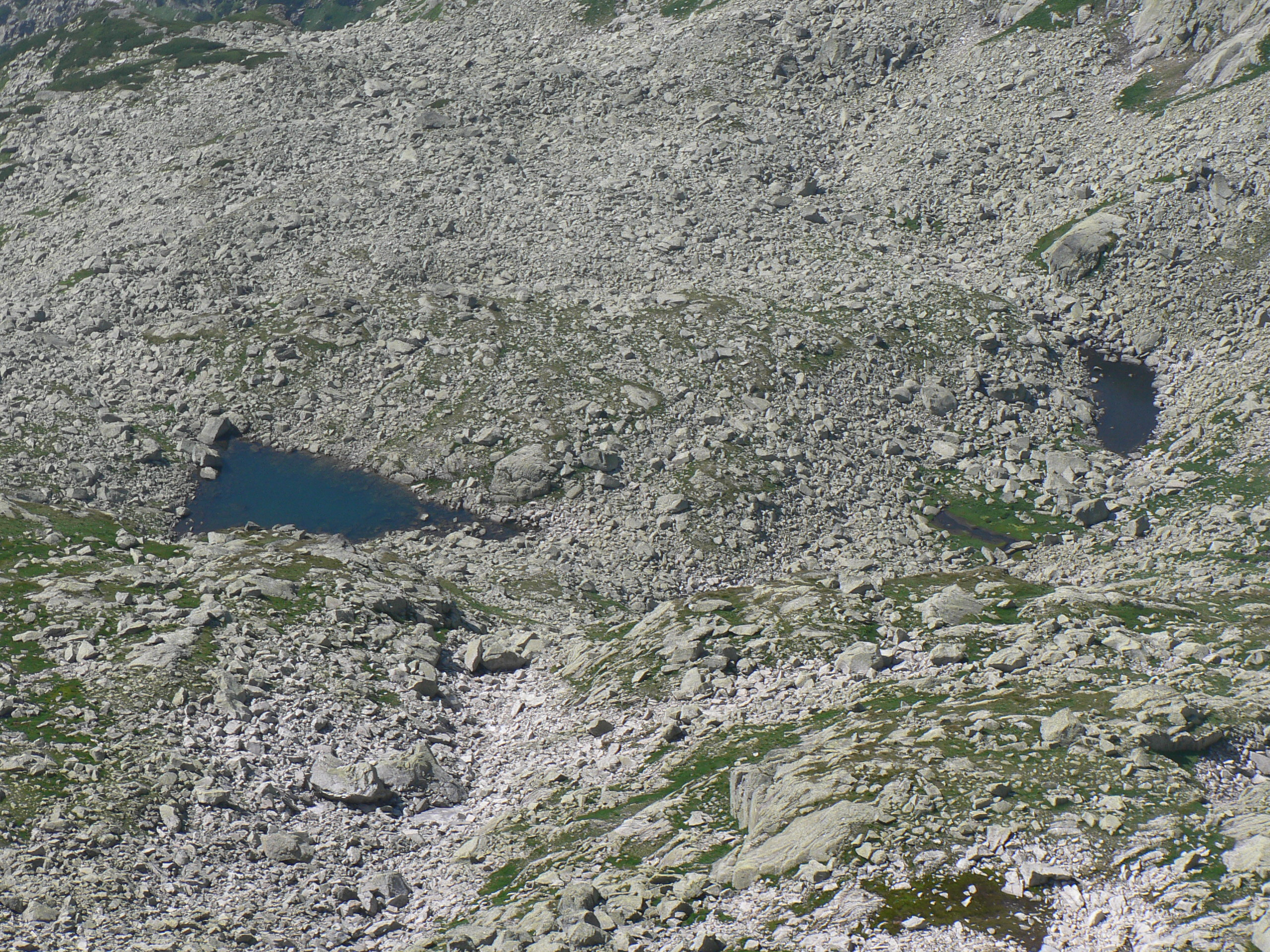
Strzeleckie Stawy ze szlaku z Czerwonej Ławki

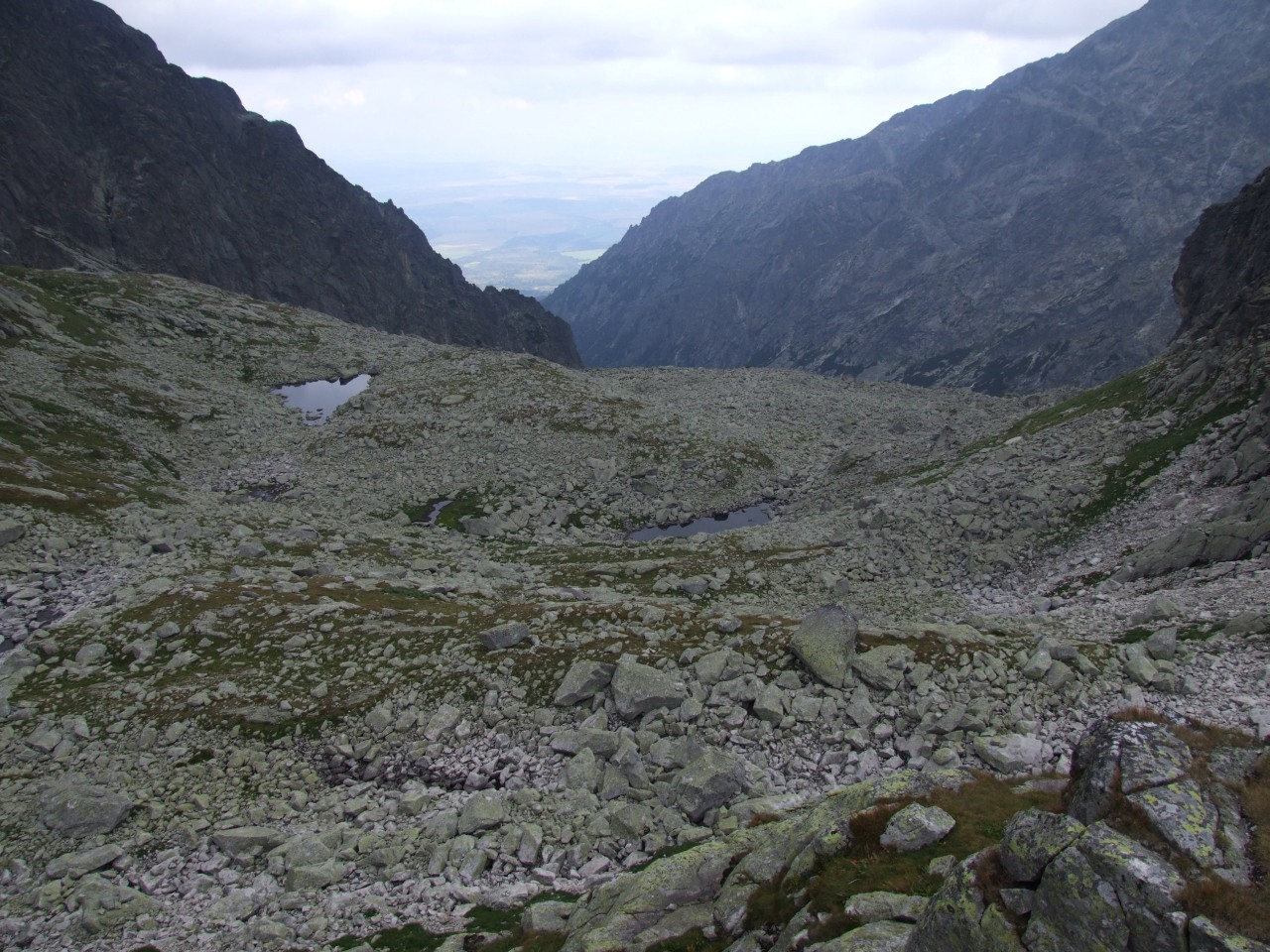
Strzeleckie Stawy

Strzeleckie Stawy (słow. Strelecké plesá, Nižné Strelecké plesá, niem. Aschloch-Seen, Jägerbreitenseen, węg. Hagymás-tavak, Vadász-lejtő-tavak) – grupa dwóch stawów znajdujących się w górnych partiach Doliny Staroleśnej w słowackich Tatrach Wysokich. Strzeleckie Stawy wchodzą w skład 27 Staroleśnych Stawów, które rozsypane są w całej Dolinie Staroleśnej. Leżą w Strzeleckiej Kotlinie, u podnóży Strzeleckiej Turni, a poniżej Strzeleckich Pól. Nie prowadzą do nich żadne znakowane szlaki turystyczne, lecz można je zobaczyć z żółtego szlaku schodzącego z Czerwonej Ławki.
W skład Strzeleckich Stawów wchodzą:
- Niżni Strzelecki Staw, większy o głębokości ok. 2,5 m
- Wyżni Strzelecki Staw.

## Nazewnictwo
Polska nazwa Strzeleckich Stawów pochodzi od Strzeleckich Pól, która dawniej dotyczyła również Strzeleckiej Kotliny. Nazwa niemiecka Aschloch-Seen pochodzi od nazwy Siwych Stawów (Schnittlauchseen) – w gwarze spiskoniemieckiej są to synonimy. Mniej więcej do połowy XIX w. traktowano Strzeleckie Stawy i Siwe Stawy jako jedną grupę, więc posiadały one takie samo nazewnictwo. Węgierskie nazwy Strzeleckich Stawów funkcjonują podobnie jak niemieckie.